# Šiberná
Šiberná je přírodní památka jihovýchodně od města Kuřim v okrese Brno-venkov. Důvodem ochrany jsou původní geocenózy lesních porostů a vzácná květena včetně všech dalších přírodních jevů nacházejících se v tomto území. Území zahrnuje zalesněný stejnojmenný vrch o nadmořské výšce 359 metrů.